# Васильчук, Юрий Алексеевич
Юрий Алексеевич Васильчук (6 февраля 1929, Коростень — 2012) — академик РАЕН, доктор философских наук, профессор политической экономии. Советский шахматист, мастер спорта СССР (1958).
В 1945 разделил 1—3-е места в первенстве СССР среди юношей. Чемпион ЦШК СССР 1958. Председатель Московской шахматной секции, заместитель председателя шахматной федерации РСФСР, член президиума шахматной федерации СССР.
Выступал за «Буревестник» (Москва).